# Shinkailepas kaikatensis
Shinkailepas kaikatensis is een slakkensoort uit de familie van de Phenacolepadidae. De wetenschappelijke naam van de soort is voor het eerst geldig gepubliceerd in 1989 door Okutani, Saito & Hashimoto.